# Jessica Simpson
Jessica Ann Simpson (født 10. juli 1980) er en amerikansk popsanger, som også har optrådt som skuespiller.

## Liv og karriere
Jessica Simpson er opvokset i Richardson, Texas, som er en lille forstad til Dallas.
Hun viste allerede som barn sit talent i kirken. I 1995 blev hun færdig på Richardson North Junior High. I sine teenageår var hun Highshcool cheerleader.
I 2008 gik Jessica ind på countrymarkedet med musikalbummet Do You Know.
Rollerne Amy i Employee of the Month (2006) og Daisy Duke i The Dukes of Hazzard (2005) er blandt Jessica Simpsons mest kendte.

## Privatliv
Den 26. oktober 2002 blev hun gift med Nick Lachey,[kilde mangler] som hun havde mødt til et velgørenhedsshow i 1998. Til denne lejlighed fik hun designet sin brudekjole af Vera Wang. Sammen med manden var hun vært på tv-serien Newlyweds: Nick & Jessica på MTV. Giftemålet varede til den 30. juni 2006, hvor de blev skilt.[kilde mangler] Hendes lillesøster, Ashlee Simpson, er ligeledes sanger.

## Filmografi
- The Dukes of Hazzard (2005)
- Employee of the Month (2006)
- Blonde Ambition (2007)
- The Love Guru (2008)
- Private Valentine: Blonde & Dangerous (2008)

## Diskografi
- Sweet Kisses (1999)
- Irresistible (2001)
- This Is the Remix (2002, kun USA)
- In This Skin (2003, & 2004)
- Rejoyce: The Christmas Album (2004)
- A Public Affair (2006)
- Do You Know (2008)